# Zeppelin!
Zeppelin! ist ein deutscher Spielfilm von Gordian Maugg aus dem Jahr 2005.

## Handlung
Um die unvollendeten, schriftlichen Erinnerungen seines Vaters beenden zu können, recherchiert Matthias Silcher im Jahre 2005 die Geschichte seines Großvaters Robert, der 1937 in Lakehurst als Besatzungsmitglied beim Brand der Hindenburg starb. Die Spurensuche führt ihn in das Zeppelin Museum Friedrichshafen zu Roberts ehemaligem Kollegen Karl Semmle.

## Rezeption

### Kritiken
„Auch wenn die 'Privatisierung' des historischen Ereignisses den Dimensionen kaum gerecht wird, überzeugt der Film durch seine Bildsprache, die geschickt Archivmaterial und Selbstinszeniertes mischt, sowie die Poesie, die sich aus der metaphorischen Verbindung des fragilen Luftschiffs und der Zartheit der zwischenmenschlichen Beziehungen und Träume ergibt.“

### Auszeichnungen
- 2006: William-Dieterle-Filmpreis der Stadt Ludwigshafen für Zeppelin!